# Willem Boetje
Willem Boetje (Wormerveer, 2 april 1849 - Den Haag, 28 juli 1943) was een Nederlands militair.

## Loopbaan
Boetje vocht als luitenant-kolonel bij de artillerie in Nederlands-Indië. Voor zijn inzet in Atjeh werd hij op 9 april 1895 beloond met de Militaire Willems-Orde. Op 24 mei 1897 volgde een Eresabel voor zijn verdiensten op Lombok.
Op 27 augustus 1897 werd Boetje benoemd tot kolonel en chef der artillerie. Op 25 maart 1899 werd hij bevorderd tot generaal-majoor en op 25 maart 1903 tot luitenant-generaal. Twee dagen later volgde zijn benoeming tot bevelhebber van het Nederlands-Indisch Leger als opvolger van generaal Van der Wijck. Op 5 mei 1905 werd hij op zijn verzoek eervol ontslagen uit deze functie.
In 1906 was de kanseliersfunctie van de beide Nederlandse ridderorden hersteld en zo weer in overeenstemming met de wettelijke bepalingen gebracht. Na de splitsing werd viceadmiraal Stokhuyzen Kanselier van de Militaire Willems-Orde, een functie die sinds 1838 met die van Kanselier van de Orde van de Nederlandse Leeuw in één hand was geweest en sinds 1849 "Kanselier der Nederlandse Ridderorden" werd genoemd.
In 1916 volgde  Boetje viceadmiraal Stokhuyzen op als Kanselier van de Militaire Willems-Orde. In 1918 werd hij als opvolger van J.H.L.F. von Franck ook Kanselier van de Orde van de Nederlandse Leeuw en de Orde van Oranje-Nassau. Men noemde hem aldra "Kanselier van de Nederlandse Ridderorden", hoewel deze term in de wet niet voorkwam.
In 1918 intervenieerde Boetje toen een ontwerp-wet op de Militaire Willems-Orde gereed lag. Hij maakte bezwaar tegen een op ideeën van luitenant-generaal F.H.A. Sabron berustend ontwerp van wet, omdat dat niet bij de Indische praktijk aansloot. Van de hervorming kwam tot in de zomer van 1940 niets.
Op 9 juni 1927 werd Willem Boetje (inmiddels 78) eervol ontslagen als kanselier. Hij overleed in 1943 op 94-jarige leeftijd en werd gecremeerd te Westerveld.
Willem Boetje was Ridder in de Orde van de Nederlandse Leeuw, Grootofficier in de Orde van Oranje-Nassau en drager van het Ereteken voor Belangrijke Krijgsbedrijven en het Lombokkruis.